# カレイドイヴ
『カレイドイヴ』（KALEIDO-EVE）は、エストシエルより2015年1月22日に発売されたPlayStation Portable、PlayStation Vita用女性向け恋愛アドベンチャーゲーム。
エストシエル（éstciel）はエテルワール（éterire）の姉妹ブランド。

## あらすじ
葉山翼は、かつて自らを救ってくれた特殊防衛軍（Special Armed and Defense Forces、略称：S.A.D.F.）に入隊。そこで彼女はいきなりS.A.D.F.の中でもえりすぐりの人材を集めた特殊部隊CUEへ配属されることになった。
戸惑う中、彼女はCUEの一員として、ある通り魔事件の解決に乗り出す。

## 登場人物

### S.A.D.F.関係者
葉山 翼 (はやま つばさ)
本作の主人公である18歳の少女。両親の死亡事故の際S.A.D.F.の隊員に助けられた事を機に、S.A.D.F.に入隊した。
なお、彼女の名前は変更可能だが、デフォルト名のままにすると、その名前をボイスつきで呼ばれる。
五十嵐 馨(いがらし かおる)
声:小野友樹
翼の同期にあたるCUE隊員。粗暴だが、親切な一面もある。
鷹宮 大地(たかみや だいち)
声：下野紘
翼の幼馴染で、S.A.D.F.で偶然再会した。明るい性格の持ち主。
月島 紘一郎(つきしま こういちろう)
声:平川大輔
CUEの隊長。
江波 誠(えなみ まこと)
声：高橋英則
S.A.D.F.特殊管理室執務課に勤務する体育会系の男性。
真柴 拓海(ましば たくみ)
声：鳥海浩輔
CUEの隊員にして、S.A.D.F.の研究員。女性に人気で、S.A.D.F.内で親衛隊ができるほど。洋とは幼馴染。
村瀬 洋(むらせ よう)
声：江口拓也
CUEの隊員にして、S.A.D.F.の研究員。翼とは同じ高校であり、卒業後も翼のクラスで特別授業を開いていた。物事をはっきりと言うタイプ。
安川 莉桜(やすかわ りお)
声:内田真礼
翼の高校生時代の親友で、一緒にS.A.D.F.へ入隊した。S.A.D.F.入隊後は総務部に配属され、事務と広報活動に勤しんでいる。
サドちゃん
声：不明
S.A.D.F.のマスコットキャラクターである熊。

### 葉山製薬関係者
葉山 真司(はやましんじ)
声：井上剛
翼の兄で、葉山製薬の研究員。両親を失った妹を育て上げたため、妹を溺愛するようになった。
葉山 黎(はやま れい)
声:日野聡
葉山製薬の研究員。真司と翼の親戚にあたり、苗字は違うが大地の実の兄でもある。冷淡な人物で感情をなかなか表に出さない。
なお、甘いものは苦手だが、食べることは可能。
葉山 邦光(はやま くにみつ)
声:峰岸佳
葉山製薬社長。黎と大地の父にして、真司と翼の親類。
二ノ宮 朝陽(にのみや あさひ)
声:吉野裕行
葉山製薬の研究員で、元S.A.D.F.の研究員。村瀬、真柴は元同僚にあたる。
二ノ宮 柊夜(にのみや しゅうや)
声:吉野裕行
葉山製薬の研究員で、元S.A.D.F.の研究員。朝陽の双子の弟。村瀬、真柴は元同僚にあたる。

### その他
東雲 渉(しののめ あゆむ)
声：藤原祐規
馨の友人である車いすの青年。

## 主題歌
オープニングテーマ「Pandora」
歌:Ceui
「FIND MY MIND」
作曲：山口寛雄

## 関連CD
主題歌・イメージソング
- OP主題歌「Pandora」（2014年11月5日発売、規格品番 LACM-14294）
- ED主題歌「蛍火」（2015年2月4日発売、規格品番 	LACM-14301）
- カレイドイヴ キャラクターイメージソングアルバム（2015年2月25日発売　規格品番 LACA-15479）

以下、収録内容
- 五十嵐馨イメージソング「Reach for the Star」歌:小野友樹
- 鷹宮大地イメージソング「Will」歌:下野紘
- 月島紘一郎イメージソング「engagement」歌:平川大輔
- 村瀬 洋イメージソング「FIND MY MIND」歌:江口拓也
- 真柴拓海イメージソング「Hidden Rose」歌:鳥海浩輔
- 葉山黎イメージソング「Precious Ray」歌:日野聡
- ゲーム内挿入歌「COLOR PALETTE!」歌：小野友樹、下野紘、平川大輔、江口拓也、鳥海浩輔

ドラマCD（アニメイト・ステラワース独占販売）
結ばれたキャラクターとの２年後の未来を描いた後日譚ウェディングCD。
- カレイドイヴ ドラマCD Vol.1 Hopes Bright（2015年9月18日発売、規格品番 ESCI-1）
- カレイドイヴ ドラマCD Vol.2  cherish（2015年9月18日発売、規格品番 ESCI-2）
- カレイドイヴ ドラマCD Vol.3 Beloved（2015年10月2日発売、規格品番 ESCI-3）
- カレイドイヴ ドラマCD Vol.4 Just The Way You Are（2015年10月2日発売、規格品番 ESCI-4）
- カレイドイヴ ドラマCD Vol.5 My dear Bride（2015年10月16日発売、規格品番 ESCI-5）
- カレイドイヴ ドラマCD Vol.6 Stay by my side（2015年10月16日発売、規格品番 ESCI-6）